# Ashby-de-la-Zouch
Ashby-de-la-Zouch es una parroquia civil con estatus de municipio (market town) situada en el distrito de North West Leicestershire, en Leicestershire, Inglaterra (Reino Unido). Según el censo de 2021, tiene una población de 16 500 habitantes.